# Monastère de Devič
Pour les articles homonymes, voir Devic.
Le monastère de Devič (en serbe cyrillique : Манастир Девич ; en serbe latin : Manastir Devič) est un monastère orthodoxe serbe situé au Kosovo, sur le territoire du village de Llaushë/Lauša, à proximité de la ville de Skenderaj/Srbica, dans le district de Mitrovicë/Kosovska Mitrovica. Il dépend de l'éparchie de Ras-Prizren et figure sur la liste des monuments d'importance exceptionnelle de la République de Serbie.

## Histoire
Le fondateur du monastère de Devič est peut-être le despote serbe Đurađ Branković, qui l'aurait fait construire pour honorer la mémoire de sa fille. Dans le defter ottoman de 1455, le monastère est mentionné comme étant l'église de la Mère-de-Dieu. Pendant la présence ottomane, le monastère subit un certain nombre de dommages mais l'église et la tombe de saint Joannice de Devič furent reconstruits et l'église fut ornée de fresques en 1578.

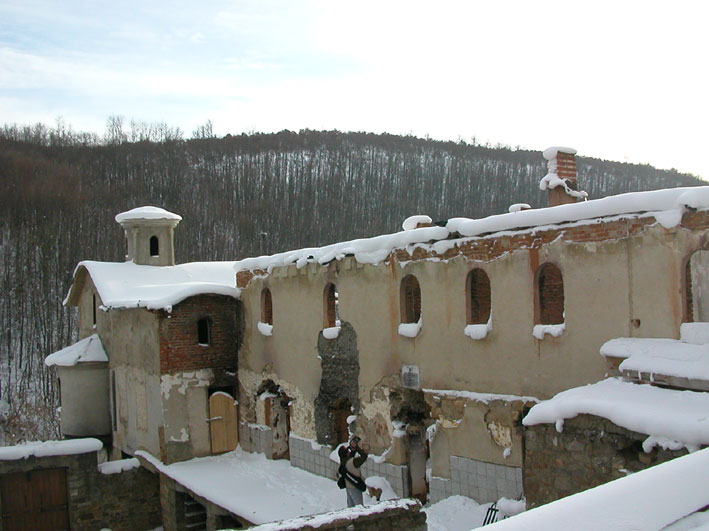
Le monastère après l'incendie de 2004

Pendant la Seconde Guerre mondiale, en 1941, le monastère fut incendié par des membres du Parti fasciste albanais ; le prieur du monastère, Damaskin Bošković, fut tué par les hommes du Balli Kombëtar ; les troupes italiennes emportèrent les cloches de l'église en 1942. Le monastère fut reconstruit en 1947. 
En 1999, Devič devint la cible de l'Armée de libération du Kosovo (UÇK) ; la tombe de saint Joannice de Devič fut vandalisée par des extrémistes albanais en juin 1999. Pendant quatre jours, les religieuses et le hiéromoine Serafim durent subirent toutes sortes d'humiliations ; une des religieuses fut violée. À la suite de ces événements, le monastère fut placé sous la protection des troupes françaises de la KFOR,.
Le 18 mars 2004, le monastère fut de nouveau la cible des Albanais lors des émeutes de 2004 au Kosovo. Pour des raisons de sécurité, les religieuses furent évacuées par les troupes danoises de la KFOR. Le monastère fut alors pillé et en partie incendié.